# Trazodone
La trazodone (Desyrel, Trittico, Thombran, Trialodine) est un composé psychoactif sédatif, anxiolytique et antidépresseur. L'effet antidépresseur se manifeste à partir de deux ou trois semaines de traitement alors que l'effet sédatif est sensible après seulement quelques jours. La trazodone a moins d'effets secondaires anticholinergiques (bouche sèche, constipation, tachycardie) et adrénolytiques (hypotension, problèmes sexuels masculins) que la plupart des antidépresseurs tricycliques. L'incidence des nausées et vomissements observés avec la trazodone est relativement basse comparée aux ISRS. La trazodone peut induire des nausées et vomissements pour certaines personnes. Cela est temporaire.

## Mécanisme d'action
La trazodone est un inhibiteur des recapteurs de sérotonine et un antagoniste du récepteur 5-HT2A. Cependant, contrairement aux inhibiteurs sélectifs des recapteurs de sérotonine tels que la fluoxétine (Prozac), les effets antidépresseurs de la trazodone peuvent être dus à son effet antagonique à l'emplacement du récepteur 5-HT2A.

## Pharmacocinétique
La trazodone est bien absorbée après administration par voie orale. Le pic plasmatique est atteint en 1h30 (à jeun) ou en 2h30 (après le repas). La demi-vie moyenne d'élimination de sang est biphasée : la première phase de la demi-vie est de 3-6 heures, et la phase suivante de 5-9 heures. Le médicament est intensivement métabolisé : 3 ou 4 métabolites principaux ont été identifiés, dont certains tels que la métachlorophénylpipérazine (mCPP) peuvent contribuer au profil d'effet secondaire de la trazodone. Approximativement 70-75 % de C14- la trazodone marquée s'est avérée être excrétée dans l'urine dans un délai de 72 heures. Trazodone est fortement liée aux protéines.

## Quelques indications
- Dépression clinique avec ou sans anxiété ;
- Insomnie chronique[5],[6],[7] (dans quelques pays, l'utilisation est multiple) ;
- Dans la fibromyalgie, pour contrôler le sommeil[8] ;
- Pour le contrôle des cauchemars ou de toute autre perturbation du sommeil[8] ;
- Dans la dégénérescence lobaire frontotemporale[8].

## Contre-indications
- Hypersensibilité connue à la trazodone
- Utilisation par des patients de moins de 18 ans

## Précautions
La trazodone est métabolisée par le CYP3A4, une enzyme du foie. L'inhibition de cette enzyme par d'autres substances peut retarder sa dégradation, menant à un niveau élevé de trazodone dans le sang.

## Grossesse et allaitement
- Grossesse : Les données sont insuffisantes chez l'humain. L'utilisation devrait être justifiée par la sévérité des symptômes à traiter.
- Allaitement : Les données sont également insuffisantes chez l'humain. La trazodone peut être trouvée dans le lait maternel dans des concentrations significatives. L'utilisation durant l'allaitement devrait donc être soigneusement analysée en raison des risques possibles.

## Effets secondaires
Les effets indésirables les plus fréquents sont la somnolence, les nausées et vomissements, les maux de tête et la bouche sèche. Les autres effets indésirables rapportés incluent les suivants.

### Comportementaux
Somnolence, fatigue, léthargie, ralentissement psychomoteur, distraction, vertige, difficultés de concentration, confusion.

### Neurologiques
Tremblements, maux de tête, ataxie, rigidité musculaire, confusion, discours ralenti, vertiges, acouphènes, picotement des extrémités, paresthésies, faiblesse musculaire, convulsions partielles complexes.
Rarement : difficultés d'élocution, contractures musculaires, engourdissements, dystonie, mouvements involontaires.

### Système nerveux autonome
Bouche sèche, vision trouble, priapisme, diplopie, myosis, congestion nasale, constipation, transpiration, rétention urinaire, envie fréquente d'uriner, incontinence.

### Cardiovasculaires
Hypotension orthostatique, hypertension, tachycardie, palpitations, essoufflement, apnée, syncope, arythmie, allongement de l'intervalle PR, fibrillation auriculaire, bradycardie, activité ventriculaire anormale (y compris tachycardie ventriculaire).

## Effets secondaires rares
Les études cliniques récentes de patients présentant une maladie cardiaque préexistante indiquent que la trazodone peut être arythmogène chez certains d'entre eux. Les arythmies identifiées incluent des extrasystoles ventriculaires isolées, des doublets ventriculaires et, chez deux patients, des épisodes brefs de tachycardie ventriculaire. Il y a également eu plusieurs rapports après commercialisation, faisant état d'arythmies chez des patients ayant une maladie cardiaque préexistante et chez quelques patients sans maladie cardiaque préexistante. Jusqu'à ce que les résultats des études éventuelles soient disponibles, les patients présentant une maladie cardiaque préexistante devraient être étroitement surveillés, en particulier pour des arythmies cardiaques. La trazodone n'est pas recommandée pendant la phase initiale de rétablissement de l'infarctus du myocarde.
Un autre effet secondaire rare est le priapisme, probablement en raison de l'antagonisme de la trazodone au niveau des récepteurs α-adrénergiques. Plus de 200 cas ont été signalés, et le fabricant estime l'incidence d'environ un cas sur 6000 patients masculins traités. Le risque est plus grand lors du premier mois de traitement et lors de la prise de doses faibles, inférieures à 150 mg par jour). La détection de toute anomalie de l'érection, y compris des érections prolongées ou inappropriées, est importante et devrait inciter à l'arrêt immédiat du traitement. Les rapports cliniques ont également décrit des effets secondaires sexuels chez les femmes, comprenant une augmentation de la libido, un priapisme du clitoris et des orgasmes spontanés,.

### Gastro-intestinaux
Nausées, vomissements, diarrhée, malaise gastro-intestinal, anorexie, augmentation de l'appétit.

### Hépatiques
On a observé des cas rares d'hépatotoxicité idiosyncrasique, probablement en raison de la formation de métabolites réactifs.

### Perturbateur endocrinien
Diminution et, plus rarement, augmentation de la libido. Gain ou perte de poids. Rarement :  irrégularités menstruelles, éjaculation rétrograde, inhibition d'éjaculation.
On a observé des concentrations élevées de prolactine chez les patients prenant de la trazodone.
La trazodone a été associée à la survenue de priapisme. Dans approximativement 33 % des cas rapportés, l'intervention chirurgicale a été nécessaire et a eu comme conséquence dans une partie de ces cas, l'affaiblissement permanent de la fonction érectile ou l'impuissance[réf. nécessaire]. Les patients masculins présentant des érections prolongées ou inadéquates doivent immédiatement cesser le traitement et consulter leur médecin. Si les symptômes persistent pendant plus de 24 heures, il est recommandé de consulter un urologue ou un spécialiste approprié afin de décider d'une approche thérapeutique.

### Allergiques ou toxiques
Dessèchement de la peau, éruption cutanée, démangeaisons, œdème. Rarement : anémie hémolytique, methémoglobinémie, augmentation des enzymes du foie, ictère obstructif, vasculite leucocytoclastique, éruption maculopapulaire purpurique, photosensibilité, fièvre.

### Divers
Douleurs articulaires et musculaires, hypersalivation, douleurs dans la poitrine, hématurie, yeux rouges, fatigue et irritation oculaire.

### Risques professionnels
Puisque la trazodone peut altérer les capacités mentales et/ou physiques exigées pour l'exécution de tâches potentiellement dangereuses, comme la conduite automobile ou l'utilisation de machines, les patients doivent être avertis de ne pas s'engager dans de telles activités sous l'effet du médicament.

## Surveillance biologique
On recommande une surveillance de la numération-formule sanguine chez les patients développant les symptômes suivants : gorge douloureuse, fièvre, ou autres signes infectieux. La prise de trazodone doit être interrompue en cas de diminution de la lignée blanche dans le sang.

## Interactions médicamenteuses
La trazodone peut augmenter les effets de l'alcool, des barbituriques et d'autres dépresseurs du système nerveux central ; les patients doivent être avertis en conséquence.
On a rapporté des niveaux accrus de digoxine et de phénytoïne dans le sérum chez les patients recevant la trazodone en même temps que l'un ou l'autre de ces deux médicaments. Peu est connu au sujet de l'interaction entre la trazodone et les anesthésiques généraux ; donc, avant la chirurgie élective, la trazodone devrait être interrompue aussi longtemps que possible.
Puisqu'on ne sait pas s'il existe une interaction entre la trazodone et les inhibiteurs de MAO, l'administration de la trazodone devrait être initiée avec beaucoup de précautions, avec une augmentation progressive de la posologie, si un inhibiteur de MAO est donné simultanément ou a été interrompu peu avant.
La trazodone peut causer une hypotension orthostatique ; la prudence est nécessaire pour les patients recevant des drogues antihypertensives et un ajustement dans la dose du médicament antihypertensif peut être exigé.
En raison de l'absence de données, l'administration concourante de l'électroconvulsivothérapie devrait être évitée.

## Dosage
Le traitement devrait être commencé par de basses doses initiales de 25  à   50 mg quotidiennement, avec des doses divisées ou en une seule prise le soir[réf. nécessaire]. La dose peut être augmentée lentement à un maximum de 300 mg quotidiennement chez les patients ambulatoires et jusqu'à 600 mg quotidiennement chez les patients hospitalisés. Les patients gériatriques et dénutris doivent commencer par 100 mg quotidiennement ; cette dose peut être lentement augmentée jusqu'à 300 mg. La durée du traitement doit être d'au moins un mois. Une dose de 50 mg est recommandée s'il s'agit d'utiliser la trazodone pour trouver le sommeil.

## Surdosage

### Symptômes
Le surdosage de trazodone peut causer une augmentation d'incidence ou de sévérité des effets secondaires rapportés, par exemple l'hypotension et la sédation excessive. La mort par surdosage délibéré ou accidentel a été rapportée,.

### Traitement
Il n'y a aucun antidote spécifique pour la trazodone. La gestion du surdosage devrait donc être symptomatique et de support. N'importe quel patient suspecté d'avoir pris un surdosage devrait être admis aussitôt que possible à l'hôpital. La diurèse forcée peut être utile pour faciliter l'élimination du médicament.

## Historique
La molécule est approuvée par la Food and Drug Administration aux États-Unis en 1981 comme antidépresseur de deuxième génération.